# Espern (Apen)
Espern ist eine Bauerschaft und Ortsteil der Gemeinde Apen im Landkreis Ammerland in Niedersachsen.

## Geographie
Espern grenzt nordöstlich an Apen und liegt an der Landesstraße 821. Zur Bauerschaft Espern gehören Aperfeld, Apermarsch, Godensholterweg, Klampen und Winkel.

## Geschichte

### Einwohnerentwicklung
- 2014: 74 Einwohner[2]
- 2015: 74 Einwohner[2]
- 2016: 79 Einwohner[2]
- 2017: 69 Einwohner[2]
- 2018: 64 Einwohner[2]
- 2019: 72 Einwohner[2]
- 2020: 71 Einwohner[2]